# Trepadeira-soberba
A trepadeira-soberba (Sitta formosa) é uma espécie de ave da família Sittidae, conhecida coletivamente como trepadeiras. É uma trepadeira grande, medindo 16,5 cm de comprimento, que não é sexualmente dimórfico. Sua coloração e marcações são dramáticas, sendo as partes superiores pretas e azuis, com listras brancas e azuis claras na cabeça e alinhadas com as mesmas cores nas penas de voo. A parte inferior é laranja, e a sobrancelha e a garganta são ocres. Uma faixa ocular escura e irregular destaca seu olho. A ecologia da Sitta formosa não está totalmente descrita, mas sabe-se que ela se alimenta de pequenos insetos e larvas encontrados nos troncos e galhos cobertos de epífitas das árvores em sua área de distribuição. A reprodução ocorre de abril a maio; o ninho é colocado no buraco de um carvalho, rododendro ou outra árvore grande. O ninho é feito de material vegetal e pele, no qual o pássaro normalmente põe de quatro a seis ovos.
Embora a espécie seja encontrada na maioria dos países que compõem a região do Sudeste Asiático, ela parece ser rara em toda a sua área de distribuição, sendo sua população altamente localizada onde é encontrada. A ave nidifica predominantemente em florestas montanhosas em uma faixa altitudinal de 950 m até quase 2.300 m, com algum ajuste sazonal de altura, até cerca de 300 m no inverno. Sua aparente localização dentro de sua área de distribuição dificulta estimativas rigorosas de sua população, mas seu habitat está ameaçado pelo desmatamento e a espécie parece estar em declínio. Ela foi classificada como vulnerável pela União Internacional para a Conservação da Natureza.

## Taxonomia
As trepadeiras constituem um gênero - Sitta - de pequenos pássaros passeriformes da família Sittidae, caracterizados por asas curtas e comprimidas e caudas curtas e quadradas de 12 penas, corpo compacto, bicos longos e pontiagudos, dedos fortes com garras longas e, comportamentalmente, por sua maneira única de descer troncos de árvores. A maioria das trepadeiras tem a parte superior cinza ou azulada e uma faixa ocular preta. Sitta é derivado do nome grego antigo para trepadeiras, σίττη, sittē. “Nuthatch” (Trepadeira), registrado pela primeira vez em 1350, é derivado de “nut” e uma palavra provavelmente relacionada a “hack”, já que esses pássaros cortam as nozes que estão presas em fendas. O gênero pode ainda ser dividido em sete subgêneros, dos quais a trepadeira-soberba é colocada sozinha no subgênero Callisitta, e a espécie é, portanto, às vezes chamada de Callisitta formosa.
A trepadeira-soberba foi descrita pela primeira vez em 1843 pelo zoólogo britânico Edward Blyth, a partir de um espécime que ele examinou em Darjeeling. Seu parentesco com outros membros do gênero não é claro. A cor azul brilhante de sua plumagem convida a uma comparação com a trepadeira-azurita [en] (S. azurea) ou com outras espécies de trepadeira de coloração azul, como a trepadeira-de-bico-vermelho [en] (S. frontalis), a trepadeira-de-bico-amarelo [en] (S. solangiae) e a trepadeira-filipina (S. oenochlamys), mas sua distribuição está concentrada no leste do Himalaia, e a singularidade de sua plumagem argumenta contra essa suposição. De acordo com a International Ornithologists' Union e o ornitólogo Alan P. Peterson, nenhuma subespécie foi identificada.
Em 2014, Eric Pasquet et al. publicaram uma árvore filogenética com base no exame do DNA nuclear e mitocondrial de 21 espécies de trepadeira. A posição da trepadeira-soberba dentro do gênero não foi estabelecida com certeza, tendo uma associação estatística muito menor do que outras no modelo. No entanto, de acordo com as descobertas, a espécie parece ser a mais próxima evolutivamente de três clados de trepadeiras: duas trepadeiras que preferem ambientes rochosos, a trepadeira-rupestre-do-levante (S. neumayer) e a trepadeira-rupestre-oriental (S. tephronota); espécies do grupo “europaea”, incluindo a trepadeira-azul (S. europaea), a trepadeira-azul-siberiana [en] (S. arctica), a trepadeira-de-barriga-cinzenta (S. nagaensis), a trepadeira-da-caxemira (S. cashmirensis), a trepadeira-indiana (S. castanea), a trepadeira-de-barriga-de-castanha (S. cinnamoventris) e a trepadeira-indochinesa [en] (S. neglecta); bem como a trepadeira-do-himalaia [en] (S. himalayensis) e, portanto, a trepadeira-dos-chim [en] (S. victoriae). Esses parentes próximos são, em geral, todas as espécies que cobrem a entrada do ninho com lama.

## Descrição

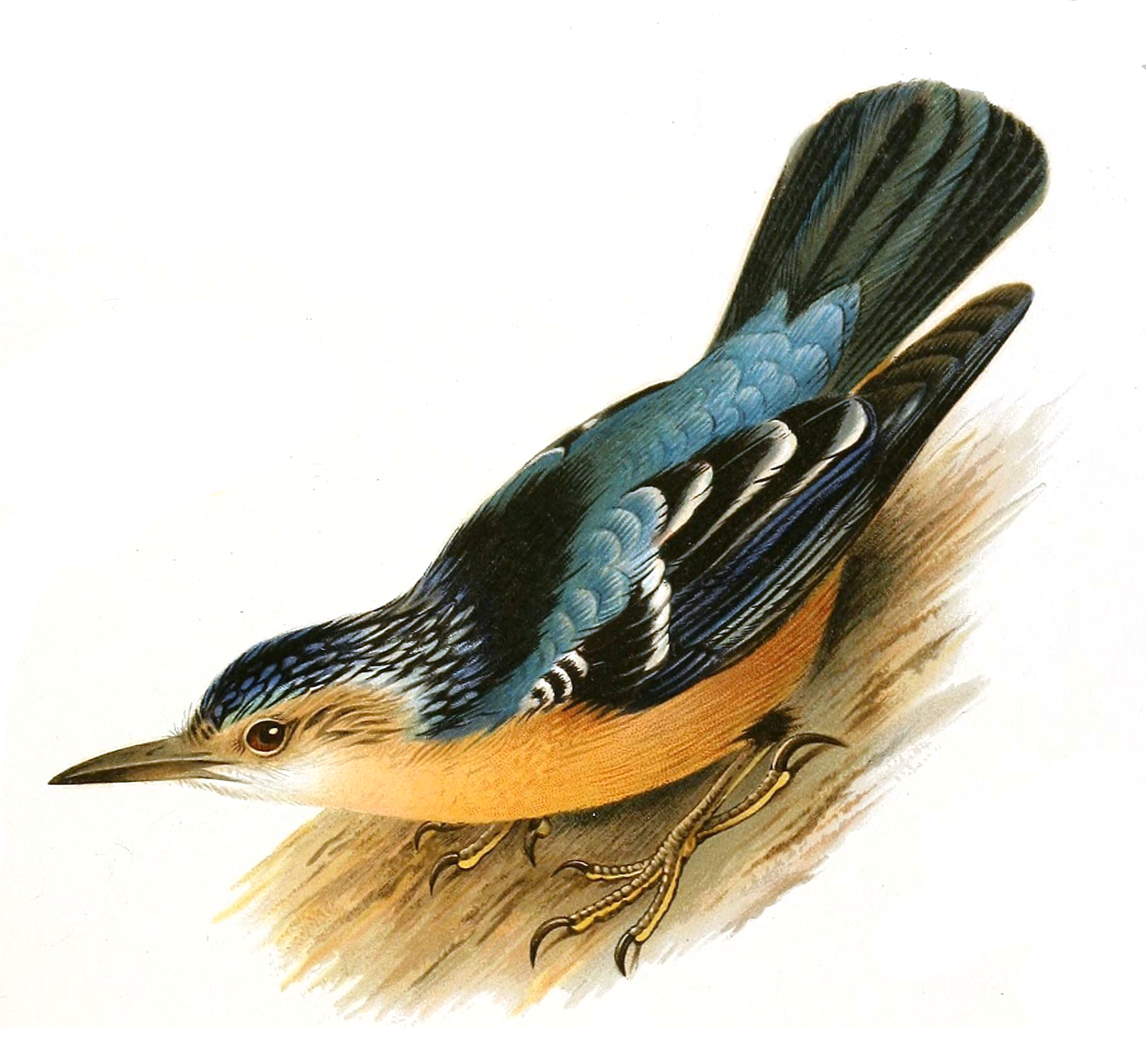
Desenho representando as principais características morfológicas.

Descrito por Erik Matthysen em seu tratado de 1998, The Nuthatches, como um pássaro que “merece seu nome”, a trepadeira-soberba tem uma plumagem altamente distinta. Suas partes superiores são pretas e azuis, e a parte inferior é laranja. A coroa e o manto superior são pretos, com listras azuis claras e brancas. As escápulas, o dorso e a garupa são azul-celeste. As coberturas maior e média são pretas, com bordas finas brancas, formando duas barras estreitas nas asas; as penas de voo são pretas e mais ou menos alinhadas com azul-claro. A lista superciliar e a garganta são brancas e cor de couro, e o olho é destacado por uma faixa irregular e escura. Sob a asa, a base branca das coberturas primárias contrasta nitidamente com as coberturas cinzas da cauda; uma característica distintiva quando se observa a ave em voo. A íris é marrom-avermelhada ou marrom-escura e o bico é preto, exceto por uma coloração esbranquiçada na base da mandíbula inferior. As partes inferiores são geralmente laranja-canela. As pernas e os pés são marrom-amarelados, marrom-oliva ou marrom-esverdeados.
Não há dimorfismo sexual. Os juvenis são muito semelhantes aos adultos, mas as listras no manto são azuis em vez de brancas. As coberteiras primárias dos juvenis também são mais estreitamente revestidas de azul, e as partes inferiores são mais pálidas no geral, especialmente no peito. Os adultos realizam uma ecdise completa após a estação reprodutiva, enquanto os jovens realizam apenas uma ecdise parcial, na qual substituem um número variável de rectrizes.
O pássaro é grande em comparação com outros membros do gênero Sitta, medindo 16,5 cm de comprimento. A corda máxima da asa é de 98-109 mm nos machos e 97-100 mm nas fêmeas. A cauda mede 48-60 mm nos machos e 52-56 mm nas fêmeas. O bico mede 20-24,9 mm e o tarso tem 19-22 mm de comprimento. O peso não é conhecido.

## Ecologia e comportamento

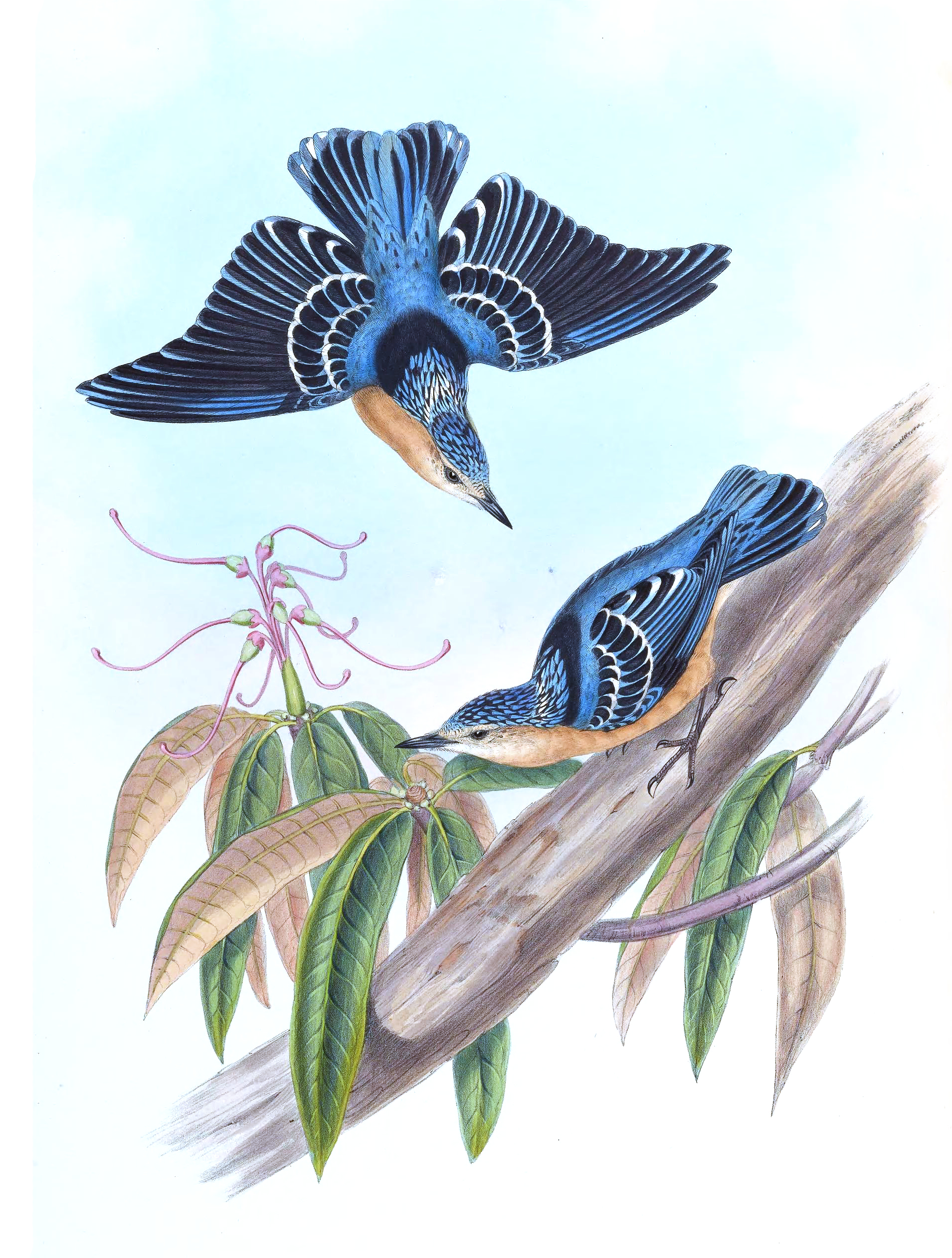
Ilustração da Sitta formosa, por John Gould e en.

### Vocalização
As vocalizações da S. formosa não são bem conhecidas, mas seu canto é descrito como “baixo e de tom doce”. Seu canto é típico das trepadeiras e semelhante ao da trepadeira-azul (Sitta europaea), mas menos estridente.

### Alimentação
A trepadeira-soberba forrageia sozinha, em pares ou em pequenos grupos de quatro a cinco indivíduos, embora uma reunião incomum de 21 indivíduos tenha sido observada em uma árvore no Butão. Ela frequentemente participa de bandos de forrageamento de espécies mistas [en], e foi notavelmente observada se alimentando com a cutia-do-himalaia (Cutia nipalensis) e a trepadeira-de-bico-vermelho [en] (Sitta frontalis) - duas outras espécies que procuram alimento em troncos de árvores. Outros parceiros de bando de forrageamento pesquisados são a bocarra-rabilonga [en] (Psarisomus dalhousiae), o drongo-de-raquetes-pequeno (Dicrurus remifer), o papa-figos-grená (Oriolus traillii) e o tagarela-de-coroa-cinzenta [en] (Pomatorhinus schisticeps).
A S. formosa forrageia do meio até o ápice de árvores altas, explorando os troncos e os galhos cobertos de epífitas (líquens, musgos, orquídeas) em busca de pequenos insetos, mas também prospecta nos galhos mais externos. No Laos, indivíduos foram observados se alimentando empoleirados nos galhos maiores de uma Fokienia hodginsii, uma árvore frequentemente envolta em epífitas. A ave foi descrita algumas vezes como a mais tímida das trepadeiras. Ela prospecta de uma maneira típica de muitas outras do gênero, às vezes pendurada de cabeça para baixo por um longo período de tempo, observando os arredores. Em comparação com outras trepadeiras, a espécie foi descrita como trabalhando “sem pressa”, ao bicar troncos, líquens e outras epífitas, em busca de presas. O conteúdo estomacal de espécimes chineses coletados consistia em besouros e larvas de insetos.

### Reprodução
A reprodução da espécie não foi bem estudada. No nordeste da Índia, a época de reprodução é de abril a maio. O ninho é colocado fora do solo, entre dois e oito metros de altura, e geralmente é construído em um buraco de um carvalho ou rododendro (vivo ou morto), ou às vezes em outras árvores grandes. Os ninhos são construídos com folhas e cascas de árvores, presas com pelos, geralmente de ratos de bambu [en]. Se a abertura do buraco for muito grande, ela é coberta com lama para reduzir o tamanho da entrada. A ave geralmente põe de quatro a seis ovos brancos, salpicados de manchas vermelhas, que medem 20,8 mm × 15,3 mm. Há relatos de que as trepadeiras de ambos os sexos compartilham igualmente as tarefas de construção e incubação do ninho.

## Distribuição e habitat

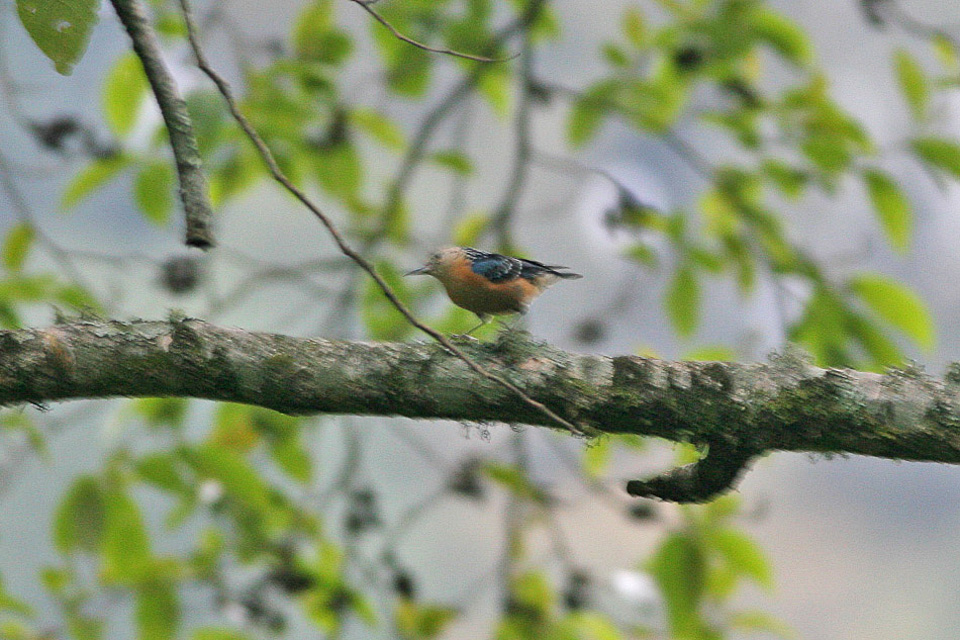
Trepadeira-soberba em seu habitat natural no Butão

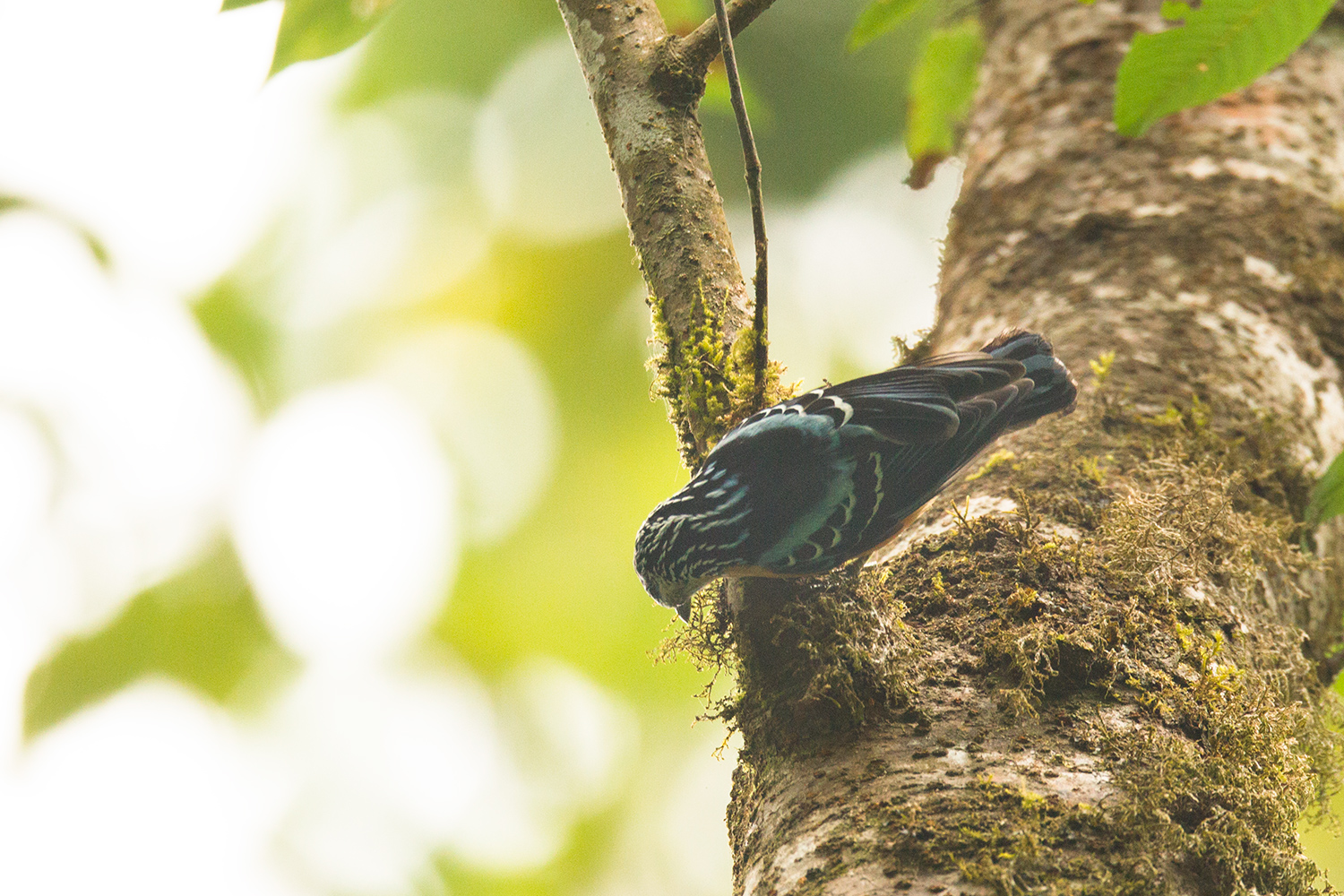
Uma trepadeira-soberba no santuário Eagle Nest, na Índia

Essa espécie vive no leste do Himalaia e foi relatada em vários locais dispersos no Sudeste Asiático, no noroeste do Vietnã e no centro do Laos. Sua área de distribuição se estende para o oeste até o nordeste da Índia, onde foi relatado que foi visto perto de Darjeeling, em Bengala Ocidental, mas não desde 1933. Está presente no Butão e nos estados indianos de Siquim (na cidade de Rangpo [en]), Megalaia (nas  Colinas Khasi), Assam (no distrito de Dima Hasao [en]), no sul de Arunachal Pradexe, Manipur e Nagalândia. Sua presença em Bangladesh é incerta, mas ela é encontrada mais a leste, no norte de Myanmar, no estado de Chim (nas  florestas montanhosas de Chin Hills-Arakan Yoma), na região de Sagaingue, no estado de Cachim e no estado de Xã. Os dados sobre a ave do Laos são irregulares, mas há relatos de avistamentos ao norte de Phou Kobo e de um grande número de espécies invernando no centro do país, na natureza intocada do Parque Nacional Nakai-Nam Theun [en]. Também há relatos de avistamentos no sudeste da província chinesa de Yunnan, no norte da Tailândia e no noroeste do Vietnã. Estima-se que sua área residencial e de reprodução cubra 376.000 km².
As trepadeiras-soberbas geralmente habitam o interior e os arredores de florestas montanhosas perenes ou semiperenes, embora no norte de Myanmar tenham sido registradas fazendo ninhos em árvores espalhadas por áreas abertas. Na região central do Laos, a ave foi encontrada associada à floresta perene de Fokienia. Eles geralmente vivem em altitudes de 950 m e até quase 2.300 m durante as estações quentes, mas podem fazer migração vertical sazonal. Na Índia, por exemplo, a espécie passa o verão entre 1.500 m e 2.100 m, mas foi observada durante o inverno a apenas 335 m em Siquim e no nordeste de Arunachal Pradexe a 460 m e entre 600 m e 800 m. Em Myanmar, elas foram observadas entre 975 m e 1.830 m, na China entre 350 m e 1.975 m, no Laos entre 1.950 m e 2.000 m e na Tailândia, a única observação da espécie foi a uma altura de 2.290 m.

## Ameaças e proteção
A trepadeira-soberba sempre foi rara em toda a sua área de distribuição, talvez devido a requisitos ecológicos muito específicos, embora isso tenha sido questionado por não estar de acordo com a diversidade de habitats nos quais a S. formosa foi observada. Embora a espécie esteja menos ameaçada em altitudes elevadas, seu habitat foi reduzido pelo desmatamento, devido à extração de madeira e à derrubada de florestas para dar lugar a habitações humanas. No centro do Laos e no norte do Vietnã, as árvores do gênero Fokienia, que são uma fonte de forrageamento e local de nidificação conhecida da trepadeira-soberba, são colhidas por seu alto valor comercial. Uma pesquisa realizada em 2001 indicou uma população de 2.500 a 10.000 adultos e entre 3.500 e 15.000 indivíduos no total; esses números estão em declínio. A espécie foi classificada como vulnerável pela União Internacional para a Conservação da Natureza (IUCN).